# آوه
آوه   شهری است در بخش مرکزی که در جنوب شهرستان ساوه در استان مرکزی ایران قرار دارد.طبق برخی روایات این شهر پس از حملهٔ مغول به ایران متروک گشت.

## مردم
مردم آوه به فارسی صحبت می‌کنند. و پیرو مذهب شیعهٔ دوازده‌امامی هستند.

## جمعیت
براساس سرشماری مرکز آمار ایران در سال ۱۳۹۵، جمعیت آوه ۳۹۰۶ نفر (۱۱۰۱ خانوار) است.

## پیشینه مذهبی
پیش از اسلام : 
هنگام تولد مسیح، سه تن از ایران برای دیدن او به بیت لحم می‌روند  که به عقیده بعضی، همچو مارکو پولو این سه نفر از اهالی آبه بوده اند.
 و برخی نیز فقط یکی را اهل آوه دانسته اند
پس از اسلام :
پس از ورود اسلام به قلمرو ساسانیان، مردم آبه نیز مسلمان می‌شوند و در سال‌های آخر قرن اول مذهب تشیع را انتخاب می‌کنند. 
نویسنده حدود العالم‌ می‌گوید: ساوه‌ و آوه شهرک‌‏هایی‌اند انبوه‌ و آبادان‌ و با نعمت‌ بسیار و خرم‌ و هوای‌ درست‌ و راه‌ حجاج‌ خراسان 
اما افول این شهر از زمان غزنویان شروع شد؛ به جهت مذهب شیعی، مردم آوه در تنگنای سیاسی و مذهبی قرار گرفتند. محمود غزنوی پس از گرفتار شدن مجدالدوله به قلعه‌های ساوه و آوه(آبه) حمله کرد و بسیاری از باطنی مذهبان را به دار آویخت 
در کتب روایی شیعیان دوازده امامی چندین گزارش از پرداخت وجوهات خمس از طرف مردم آبه به نواب اربعه ثبت شده 

در مصادر شیعی آمده پیغمبر اسلام فرمود : که چون مرا به آسمان بردند به زمینی سفید و کافوری گذشتم و بوی خوشی از آن بوئیدم و به جبرئیل گفتم : این بقعه چیست ؟ گفت : به آن آبه ، گویند رسالت تو ولایت نژاد تو بر آن عرضه شد و پذیرفت و خدا از آن مردانی آفریند که تو را دوست دارند و نژادت را ، برکت خدا بر آن و مردمش باد . 
عبدالعظیم حسنی میگوید شنیدم امام هادی میفرمود : مردم قم و آبه آمرزیده اند که جدم امام رضا را در طوس زیارت میکنند ، هلا هر که زیارتش کند و در راه قطره ای باران بر او افتد خدا تنش را بر آتش حرام کند . 

## نام
در فرهنگ‌ها و منابع تاریخی و جغرافیایی فارسی، آبه و آوه هر دو آمده، اما اغلب به صورت آبه ثبت شده‌است. جمعی چون دمشقی، فیروزآبادی و یاقوت حمودی «آبه» و گروهی چون ابن‌خلدون، مقدسی، ابن بطوطه و نویسندۀ حدود العالم، «آوه» آورده‌اند. یاقوت حموی می‌گوید: آوه به سبب موازنه با ساوه چنین تلفظ می‌شود و عامۀ مردم آبه را آوه می‌خوانند. منسوب آن نیز غالباً «آبی» آمده و به ندرت آوی و آوجی هم دیده می‌شود. به گفتۀ خوانساری این نسبت در مورد فقیهان عموماً «آبی» آمده‌است به استثنای محمدبن محمد علوی آوی (۶/۳۲۳). ابن بطوطه در سفرنامۀ خود (۱/۱۸۷) از دانشمندی به نام نظام‌الدین حسین آوی و نیز از دانشمند دیگری به نام علاءالدین آوجی (۲/۶۵۸) نام برده و همچنین حافظ ابرو از دانشمندان به نام سید تاج‌الدین آوجی یاد کرده‌است (ص ۱۰۰).

## تاریخچه
برخی از جغرافی‌دانان قدیم، آوه را روستایی نزدیک «ساوه» نوشته‌اند (فیروزآبادی) (لسترنج،(۲۱۱ یاقوت آن را بُلَیده (شهرک) خوانده‌است. نویسندۀ حدودالعالم گوید: ساوه و آوه شهرک هایی‌اند انبوه، آبادان، با نعمت‌های بسیار، خرم با هوایی لطیف و راه حجاج خراسان (ص ۱۴۲). حمدالله مستوفی آن را «شهر» و از اقلیم چهارم ذکر کرده‌است. اعتمادالسلطنه آن را از بناهای اردشیر بابکان می‌داند (ص ۱۳) مستوفی می‌گوید: «طالع بناش سنبله، دور باروش قرب ۵ هزار گام است. هواش معتدل است و آبش از رودخانۀ گاوماها… و غله و پنبه در آنجا بسیار نیکو بود، اما نانش سخت نیکو نبود. از میوه‌هاش انجیر نیکو بود. مردم آنجا سفید چهره و شیعۀ اثنا عشری‌اند و در آن مذهب به‌غایت متعصب‌اند، و با هم اتفاق نیکو دارند و حقوق دیوانی آنجا به تمغا (نک: آل تمغا) مقرر است و ۱۰ هزار دینار ضمانی آن باشد و از آنِ ولایتش که ۴۰ پاره ده‌است، ۷ هزار دینار است و شهر و ولایتش داخل بلوک ساوه‌است» (ص ۶۰).
قزوینی به نقل از ابونصر میمندی گوید: میان آوه و ساوه رود بزرگی است که اتابک شیرگیر (امیر سلجوقی مق ۵۲۵ق/۱۱۳۱م) پلی عجیب و بی مانند با ۷۰ طاق بر آن ساخت؛ و نیز جاده‌ای سنگ‌فرش به طول دو فرسخ از پل تا ساوه بنیاد نهاد تا رهگذران در رنج نیفتند (ص ۲۸۳–۲۸۴). مستوفی‌این رود را شاخه‌ای‌از گاوماهارود می‌داند و می‌نویسد: این رود «چون نزدیک ساوه و آوه رسد، در پس سدی که صاحب سعید خواجه شمس‌الدین محمد صاحب دیوان طاب ثراه در مابین برو ساخته بُحیره شود و فضل آب بهاریش از هفتاد پولان [پل هفتاد طاق] مابین ساوه و آوه… گذشته، در مغازه منتهی می‌شود و بنیاد آب تابستانی ولایت آوه و ساوه بر آن سد است. طول این رود ۴۰ فرسنگ باشد. این رود در تقسیمات کشوری ساوه مانند زاینده رود است» (ص ۲۲۱). اشپولر می‌نویسد: مسکوکاتی به دست آمده که به نام محمدبن یول قتلغ، یکی از امرای ایلخانی در سالهای ۷۳۷ و ۷۳۸ق/۱۳۳۷ و ۱۳۳۸م در چندین شهر از جمله اوه ضرب شده‌است (ص ۱۳۵، حاشیه). اگر این اوه همان آوۀ ساوه باشد معلوم می‌شود که پس از تاراج مغول دوباره رونق یافته‌است.
قاضی ابونصر میمندی در شعری آوه را ستوده و مردم آنجا را شاعر و نویسنده خوانده‌است (یاقوت). از این شهر بزرگان و دانشمندان بسیاری برخاسته‌اند. از جملۀ آنان وزیر ابوسعد منصوربن حسین آبی (ه م)، ابومنصور محمد آبی (یاقوت)، صاعدبن محمدبن صاعد بریدی آبی و عزالدین حسن بن ابی طالب یوسفی آبی (ه م) (خوانساری، ۴/۱۱۶، ۱۱۷) را می‌توان نام برد.
روستای آوه در دوره قاجار جزو خالصه (املاک دولتی) بود. در سال ۱۲۸۹ خورشیدی، میرزاحسین میرزا خلیل تهرانی از مراجع تقلید نجف که حامی مشروطه خواهان بود، از مجلس شورای ملی خواست برای فرزندانش پس از مرگ او منبع درآمدی تأمین کند. مجلس با تصویب قانونی در پنجم تیر ۱۲۹۰ مالکیت روستای آوه را به ورثه میرزاحسین واگذار کرد.
اولین امام جمعه آوه محمد جواد نیکویی ماهانی منصوب گردید.